# The Fox (Twickenham)

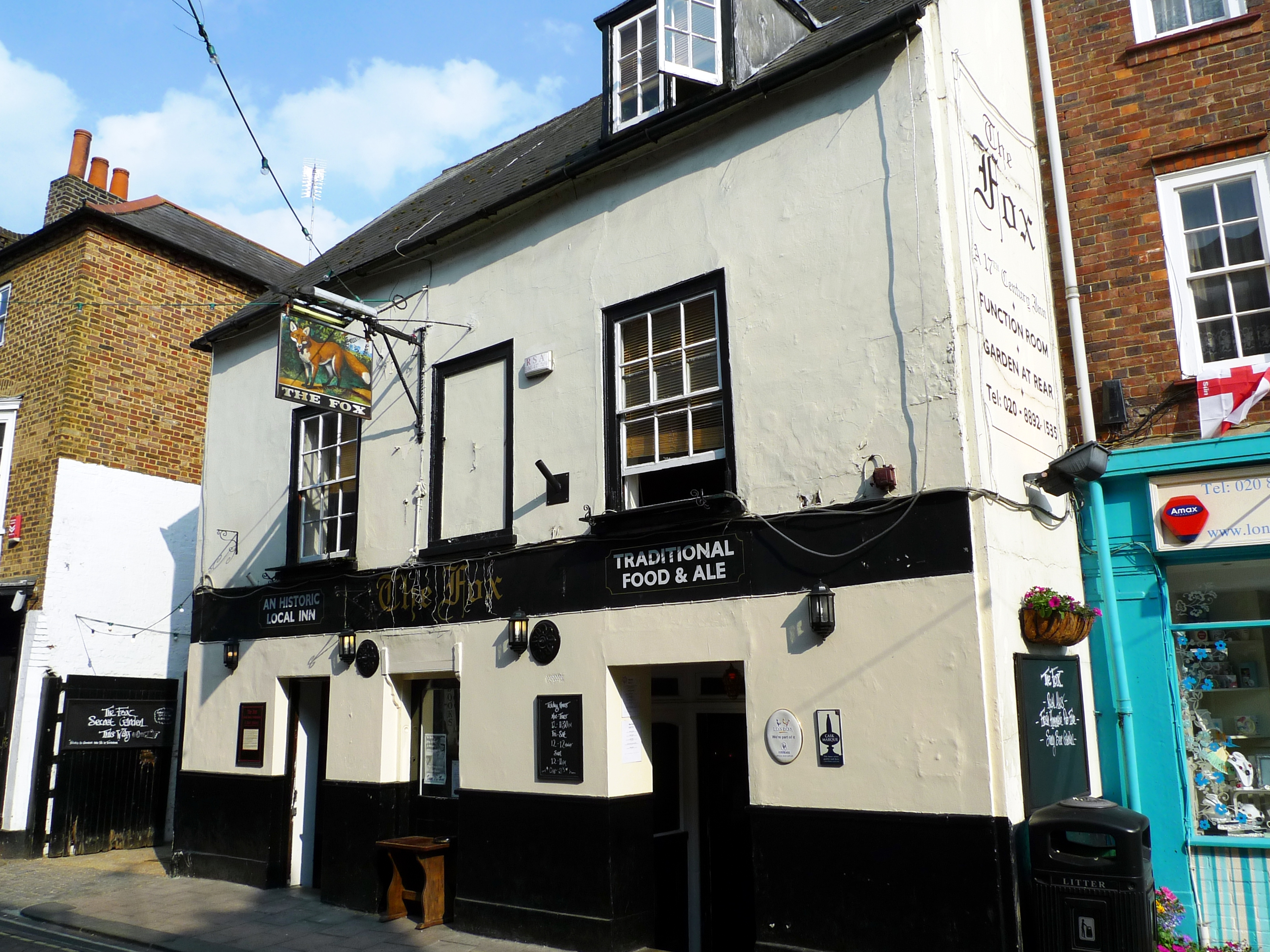
The Fox, Twickenham

The Fox é um pub em 39 Church Street, Twickenham, em Londres.

É um edifício listado como Grau II, que remonta ao século XVIII.